# Wybory lokalne w Berlinie w 2001 roku
     Socjaldemokratyczna Partia Niemiec
     Die Linkspartei.PDS
     Unia Chrześcijańsko-Demokratyczna
     Wolna Partia Demokratyczna
     Sojusz 90/Zieloni
     inne partie

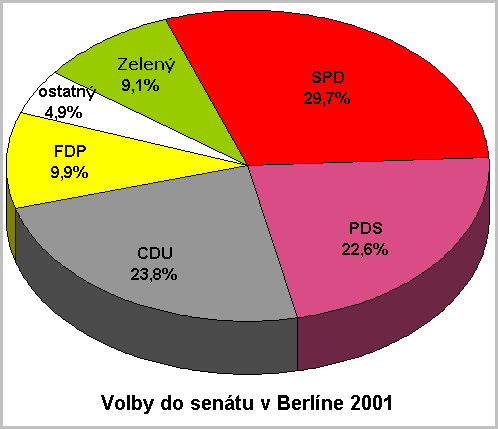
Diagram przedstawiający wyniki wyborów
Socjaldemokratyczna Partia Niemiec
Die Linkspartei.PDS
Unia Chrześcijańsko-Demokratyczna
Wolna Partia Demokratyczna
Sojusz 90/Zieloni
inne partie

Wybory do władz lokalnych Abgeordnetenhaus (izba niższa) Berlina w Niemczech odbyły się 21 października 2001. Klaus Wowereit z SPD został burmistrzem Berlina tworząc koalicję między SPD a PDS.

## Wyniki wyborów
| Partia                                  | Głosy     | %      | Zmiana | Miejsca | Zmiana | % miejsc |
| --------------------------------------- | --------- | ------ | ------ | ------- | ------ | -------- |
| Sozialdemokratische Partei Deutschlands | 481,772   | 29.7%  | +7.3%  | 44      | +2     | 31.2%    |
| Bündnis 90/Die Grünen                   | 148,066   | 9.1%   | -0.8%  | 14      | -4     | 9.9%     |
| Christlich-Demokratische Union          | 385,692   | 23.8%  | -17.0% | 35      | -41    | 24.8%    |
| Die Republikaner                        | 21,836    | 1.3%   | -1.4%  | 0       | +0     | 0.0%     |
| Freie Demokratische Partei              | 160,953   | 9.9%   | +7.7%  | 15      | +15    | 10.6%    |
| Partei des Demokratischen Sozialismus   | 366,292   | 22.6%  | +4.9%  | 33      | +0     | 23.4%    |
| Die Grauen – Graue Panther              | 22,093    | 1.4%   | +0.3%  | 0       | +0     | 0.0%     |
| Inne partie                             | 36,634    | 2.3%   | -1.0%  | 0       | +0     | 0.0%     |
| Razem                                   | 1,623,338 | 100.0% |        | 141     | -28    | 100.0%   |